# Mugabe Were
Melites Mugabe Were (9 augustus 1968 - Nairobi, 29 januari 2008) was een Keniaanse politicus van de Orange Democratic Movement (ODM). Hij werd in de verkiezingen van 27 december 2007 in het parlement verkozen.
Were behoorde tot de stam van de Luo maar was getrouwd met een vrouw van een andere stam. Hij maakte zich maatschappelijk verdienstelijk door met eigen geld een voetgangersbrug in een sloppenwijk te bouwen en financiële ondersteuning aan tienermoeders te geven zodat ze verder zouden kunnen leren.
Als lid van de oppositie had hij zich tegen de oorlogszuchtige taal van zijn politieke partij gekeerd. Hij probeerde een verzoenende rol tussen de strijdende partijen te vervullen. De maand voor zijn dood was hij in de weer met het bezoeken van leiders van diverse etnische groepen teneinde hen over te halen de gewelddadigheden te staken. Vlak voor zijn overlijden was hij bezig een vredesmars te organiseren.
Mugabe Were kwam op 39-jarige leeftijd om het leven doordat hij op zijn oprijlaan werd doodgeschoten. Het bekend worden hiervan deed de gewelddadigheden in Kenia weer oplaaien, in het bijzonder in Kisumu. Oppositieleider Raila Odinga van de ODM deelde mee dat hij de tegenpartij van de moord verdenkt. Were is de eerste politicus die slachtoffer van het etnisch geweld in Kenia is geworden.